# Mayke
Mayke Rocha Oliveira (Carangola, 10 novembre 1992) è un calciatore brasiliano, difensore del Santos.

## Caratteristiche tecniche
Mayke è il classico terzino di scuola brasiliana: dotato di discreta tecnica e notevole rapidità, può giocare indifferentemente sulla corsia destra di una difesa a 4 o a 5 prediligendo la fase offensiva. Potente dal punto di vista fisico, è molto bravo nelle sovrapposizioni e salta spesso l'uomo.

## Palmarès

### Competizioni nazionali
- Campionato brasiliano: 5

Cruzeiro: 2013, 2014
Palmeiras: 2018, 2022, 2023
- Coppa del Brasile: 1

Palmeiras: 2020
- Supercoppa del Brasile: 1

Palmeiras: 2023

### Competizioni statali
- Campionato Mineiro: 1

Cruzeiro: 2014
- Campionato paulista: 1

Palmeiras: 2022

### Competizioni internazionali
- Coppa Libertadores: 2

Palmeiras: 2020, 2021
- Recopa Sudamericana: 1

Palmeiras: 2022